# Liste des champions de l'UFC
Cette liste des champions de l'UFC présente l'historique des tenants des titres dans chaque catégorie de poids, décernés par l'Ultimate Fighting Championship, organisation américaine d'arts martiaux mixtes (MMA).

## Champions actuels

### Catégories masculines
| Catégorie       | Nom                   | Début du règne    | Défenses de titre | Prochaine défense              |
| --------------- | --------------------- | ----------------- | ----------------- | ------------------------------ |
| Poids lourds    | Tom Aspinall          | 22 juin 2025      | 0                 | vs Ciryl Gane à l'UFC 321      |
| Poids mi-lourds | Magomed Ankalaev      | 8 mars 2025       | 0                 | vs Alex Pereira à l'UFC 320    |
| Poids moyens    | Khamzat Chimaev       | 17 août 2025      | 0                 |                                |
| Poids mi-moyens | Jack Della Maddalena  | 10 mai 2025       | 0                 | vs Islam Makhachev à l’UFC 322 |
| Poids légers    | Ilia Topuria          | 28 mai 2025       | 0                 |                                |
| Poids plumes    | Alexander Volkanovski | 12 avril 2025     | 0                 |                                |
| Poids coqs      | Merab Dvalishvili     | 14 septembre 2024 | 2                 | vs Cory Sandhagen à l'UFC 320  |
| Poids mouches   | Alexandre Pantoja     | 8 juillet 2023    | 4                 |                                |

### Catégories féminines
| Catégorie     | Nom                  | Début du règne    | Défenses de titre | Prochaine défense |
| ------------- | -------------------- | ----------------- | ----------------- | ----------------- |
| Poids coqs    | Kayla Harrison       | 7 Juin 2025       | 0                 |                   |
| Poids mouches | Valentina Shevchenko | 14 septembre 2024 | 1                 |                   |
| Poids pailles | Weili Zhang          | 12 novembre 2022  | 3                 |                   |

## Catégories féminines

### Poids pailles
La catégorie des poids pailles regroupe les combattantes de 106 lb (48 kg) à 115 lb (52 kg).
L'organisation annonce en décembre 2013 l'ajout d'une nouvelle catégorie féminine. Onze combattantes poids pailles en provenance de l'Invicta FC, une promotion américaine dédiée aux MMA féminins sont alors signées pour participer à la 20e saison de l'émission The Ultimate Fighter et déterminer la première championne de cette division.
En remportant la finale de ce tournoi, Carla Esparza devient la première championne poids paille de l'UFC.
Cette catégorie de poids n'est pas officiellement reconnue par les « règles unifiées des MMA ».
| No. | Nom                              | Événement                                                                             | Période de règne              | Défenses de titre |
| --- | -------------------------------- | ------------------------------------------------------------------------------------- | ----------------------------- | --- |
| 1   | Carla Esparza bat Rose Namajunas | The Ultimate Fighter: A Champion Will Be Crowned Finale Las Vegas, Nevada, États-Unis | 12 décembre 2014 14 mars 2015 | |
| 2   | Joanna Jedrzejczyk               | UFC 185 Dallas, Texas, États-Unis                                                     | 14 mars 2015 4 novembre 2017  | 1. bat Jessica Penne à l'UFC Fight Night 69, le 20 juin 2015 2. bat Valérie Létourneau à l'UFC 193, le 14 novembre 2015 3. bat Cláudia Gadelha à l'UFC The Ultimate Fighter 23 Finale, le 8 juillet 2016 4. bat Karolina Kowalkiewicz à l'UFC 205, le 12 novembre 2016 5. bat Jéssica Andrade à l'UFC 211, le 13 mai 2017 |
| 3   | Rose Namajunas                   | UFC 217 New York, New York, États-Unis                                                | 4 novembre 2017 11 mai 2019   | 1. bat Joanna Jedrzejczyk à l'UFC 223, le 7 avril 2018 |
| 4   | Jéssica Andrade                  | UFC 237 Rio de Janero, Brésil                                                         | 11 mai 2019 31 aout 2019      | |
| 5   | Weili Zhang                      | UFC Fight Night 157 Shenzhen, Chine                                                   | 31 août 2019 24 avril 2021    | |
| 6   | Rose Namajunas (2)               | UFC 261 Jacksonville, Floride, États-Unis                                             | 24 avril 2021 7 mai 2022      | 1. bat Weili Zhang à l'UFC 268, le 6 novembre 2021 |
| 7   | Carla Esparza (2)                | UFC 274 Phoenix, Arizona, États-Unis                                                  | 7 mai 2022 12 novembre 2022   | |
| 8   | Weili Zhang (2)                  | UFC 281 New York, New York, États-Unis                                                | 12 novembre 2022 actuellement | 1. bat Amanda Lemos (en) à l'UFC 292, le 19 août 2023 2. bat Yan Xiaonan à l'UFC 300, le 13 avril 2024 3. bat Tatiana Suarez à l'UFC 312, le 8 février 2025 |

### Poids mouches
La catégorie des poids mouches regroupe les combattantes de 116 lb (52 kg) à 125 lb (57 kg).
Pour la 26e saison de son émission The Ultimate Fighter, l'UFC crée une nouvelle division de poids féminine. En remportant la finale de cet événement, Nicco Montaño devient la première championne des poids mouches de l'organisation.
| No. | Nom                                         | Événement                                                                       | Période de règne                   | Défenses de titre |
| --- | ------------------------------------------- | ------------------------------------------------------------------------------- | ---------------------------------- | --- |
| 1 | Nicco Montaño bat Roxanne Modafferi (en)    | The Ultimate Fighter: A New World Champion Finale Las Vegas, Nevada, États-Unis | 1er décembre 2017 7 septembre 2018 | |
| Le 7 septembre 2018, Montaño est destituée de son titre à la suite de problèmes de santé durant sa coupe de poids l'empêchant de défendre la ceinture face à Valentina Shevchenko à l'UFC 228. |                                             |                                                                                 |                                    | |
| 2 | Valentina Shevchenko bat Joanna Jedrzejczyk | UFC 231 Toronto, Canada                                                         | 8 décembre 2018 4 mars 2023        | 1. bat Jessica Eye à l'UFC 238, le 8 juin 2019 2. bat Liz Carmouche à l'UFC Fight Night 156, le 10 aout 2019 3. bat Katlyn Chookagian (en) à l'UFC 247, le 8 février 2020 4. bat Jennifer Maia (en) at UFC 255 le 1er novembre 2020 5. bat Jéssica Andrade à l'UFC 261 le 24 avril 2021 6. bat Lauren Murphy (en) à l'UFC 266 le 25 septembre 2021 7. bat Taila Santos (en) à l'UFC 275 le 12 juin 2022 |
| 3 | Alexa Grasso                                | UFC 285 Las Vegas, Nevada, États-Unis                                           | 4 mars 2023 14 septembre 2024      | 1. Égalité avec Valentina Shevchenko à l'UFC Fight Night 227, le 16 septembre 2023 |
| 4 | Valentina Shevchenko (2)                    | UFC 306 Las Vegas, Nevada, États-Unis                                           | 14 septembre 2024 actuellement     | 1. Bat Manon Fiorot à l'UFC 315, le 10 mai 2025 |

### Poids coqs
La catégorie des poids coqs regroupe les combattantes de 126 lb (57 kg) à 135 lb (61 kg).
Il s'agit de la première division féminine créée par l'organisation, à la suite de la fermeture du Strikeforce, une autre organisation de MMA dirigée par la société mère Zuffa depuis mars 2011. Ronda Rousey, dernière championne de cette catégorie au Strikeforce est couronnée première championne de l'UFC lors de la conférence précédant l'événement UFC on Fox 5, le 6 décembre 2012. Elle prend part au premier affrontement féminin de l'histoire de la promotion en défendant son titre lors du combat principal de l'UFC 157.
| No. | Nom                                                               | Événement                                    | Période de règne                 | Défenses de titre |
| --- | ----------------------------------------------------------------- | -------------------------------------------- | -------------------------------- | --- |
| 1 | Ronda Rousey                                                      | UFC on Fox 5 Seattle, Washington, États-Unis | 6 décembre 2012 14 novembre 2015 | 1. bat Liz Carmouche à l'UFC 157, le 23 février 2013 2. bat Miesha Tate à l'UFC 168, le 28 décembre 2013 3. bat Sara McMann à l'UFC 170, le 22 février 2014 4. bat Alexis Davis à l'UFC 175, le 5 juillet 2014 5. bat Cat Zingano à l'UFC 184, le 28 février 2015 6. bat Bethe Correia à l'UFC 190, le 1er août 2015 |
| 2 | Holly Holm                                                        | UFC 193 Melbourne, Victoria, Australie       | 14 novembre 2015 5 mars 2016     | |
| 3 | Miesha Tate                                                       | UFC 196 Las Vegas, Nevada, États-Unis        | 5 mars 2016 9 juillet 2016       | |
| 4 | Amanda Nunes                                                      | UFC 200 Las Vegas, Nevada, États-Unis        | 9 juillet 2016 11 décembre 2021  | 1. bat Ronda Rousey à l'UFC 207, le 30 décembre 2016 2. bat Valentina Shevchenko à l'UFC 215, le 9 septembre 2017 3. bat Raquel Pennington à l'UFC 224, le 12 mai 2018 4. bat Holly Holm à l'UFC 239, le 6 juillet 2019 5. bat Germaine de Randamie à l'UFC 245, le 14 décembre 2019                                 |
| 5 | Julianna Peña                                                     | UFC 269 Las Vegas, Nevada, États-Unis        | 11 décembre 2021 30 juillet 2022 | |
| 6 | Amanda Nunes (2)                                                  | UFC 277 Dallas, Texas, États-Unis            | 30 juillet 2022 20 juin 2023     | 1. bat Irene Aldana (en) à l'UFC 289, le 10 juin 2023 |
| Nunes a annoncé sa retraite le 10 juin 2023. Le titre est officiellement annoncé vacant le 20 juin 2023. |                                                                   |                                              |                                  | |
| 7 | Raquel Pennington bat Mayra Bueno Silva (en) pour le titre vacant | UFC 297 Toronto, Canada                      | 20 janvier 2024 6 octobre 2024   | |
| 8 | Julianna Peña                                                     | UFC 307 Salt Lake City, Utah, États-Unis     | 6 octobre 2024 7 juin 2025       | |
| 9 | Kayla Harrison                                                    | UFC 316 Newark, New Jersey, États-Unis       | 7 juin 2025 actuellement         | |

### Poids plumes
La catégorie des poids plumes regroupe les combattantes de 136 lb (61 kg) à 145 lb (66 kg).
Il s'agit de la troisième division féminine ajoutée par la promotion. Annoncée mi-décembre 2016, c'est lors d'un combat opposant Germaine de Randamie à Holly Holm à l'UFC 208 du 11 février 2017 que le titre inaugural de cette nouvelle catégorie est attribué.
| No. | Nom                                      | Événement                                   | Période de règne                 | Défenses de titre                                                                                              |
| --- | ---------------------------------------- | ------------------------------------------- | -------------------------------- | --- |
| 1 | Germaine de Randamie bat Holly Holm      | UFC 208 Brooklyn, New York, États-Unis      | 11 février 2017 19 juin 2017     | |
| Germaine de Randamie refuse d'affronter Cristiane Justino et est par conséquent destituée du titre le 19 juin 2017.                                           |                                          |                                             |                                  | |
| 2 | Cristiane Justino bat Tonya Evinger (en) | UFC 214 Anaheim, Californie, États-Unis     | 29 juillet 2017 29 décembre 2018 | 1. bat Holly Holm à l'UFC 219, le 30 décembre 2017 2. bat Yana Kunitskaya (en) à l'UFC 222, le 3 mars 2018     |
| Faute d'adversaire dans la division, l'UFC met en place un combat entre Justino et la championne des poids coqs Amanda Nunes pour le 29 décembre à l'UFC 232. |                                          |                                             |                                  | |
| 3 | Amanda Nunes bat Cristiane Justino       | UFC 232 Los Angeles, Californie, États-Unis | 29 décembre 2018 20 juin 2023    | 1. bat Felicia Spencer (en) à l'UFC 250, le 6 juin 2020 2. bat Megan Anderson (en) à l'UFC 259, le 6 mars 2021 |
| Nunes a annoncé sa retraite le 10 juin 2023 et laisse son titre vacant. L’UFC supprime la catégorie des poids plumes féminins.                                |                                          |                                             |                                  | |

## Catégories masculines

### Poids mouches
La catégorie poids mouches regroupe les combattants de 116 lb (52 kg) à 125 lb (57 kg).
L'UFC ajoute cette nouvelle division lors de l'UFC on FX 2, le 3 mars 2012. Un tournoi à quatre combattants est alors organisé pour déterminer le premier champion de la catégorie.
| No. | Nom                                      | Événement                                          | Période de règne                | Défenses de titre |  |
| --- | ---------------------------------------- | -------------------------------------------------- | ------------------------------- | --- |  |
| 1 | Demetrious Johnson                       | UFC 152 Toronto, Ontario, Canada                   | 22 septembre 2012 4 août 2018   | 1. bat John Dodson à l'UFC on Fox 6, le 26 janvier 2013 2. bat John Moraga à l'UFC on Fox 8, le 27 juillet 2013 3. bat Joseph Benavidez à l'UFC on Fox 9, le 14 décembre 2013 4. bat Ali Bagautinov à l'UFC 174, le 14 juin 2014 5. bat Chris Cariaso à l'UFC 178, le 27 septembre 2014 6. bat Kyoji Horiguchi à l'UFC 186, le 25 avril 2015 7. bat John Dodson à l'UFC 191, le 5 septembre 2015 8. bat Henry Cejudo à l'UFC 197, le 23 avril 2016 9. bat Tim Elliott (en) à l'UFC The Ultimate Fighter 23 Finale, le 3 décembre 2016 10. bat Wilson Reis (en) à l'UFC on Fox 24, le 15 avril 2017 11. bat Ray Borg (en) à l'UFC 216, le 7 octobre 2017 |  |
| 2 | Henry Cejudo                             | UFC 227 Los Angeles, États-Unis                    | 4 août 2018 20 décembre 2019    | 1. bat T.J. Dillashaw à l'UFC Fight Night, le 19 janvier 2019 |  |
| Le 19 décembre 2019, le double champion Henry Cejudo abandonne le titre poids mouches pour se consacrer à la division des poids coqs. Un combat entre Joseph Benavidez et Deiveson Figueiredo est organisé pour le titre laissé vacant. |                                          |                                                    |                                 | |  |
| 3 | Deiveson Figueiredo bat Joseph Benavidez | UFC Fight Night 172 Abou Dabi, Émirats arabes unis | 19 juin 2020 12 juin 2021       | 1. bat Alex Perez (en) à l'UFC 255, le 21 novembre 2020 2. égalité avec Brandon Moreno à l'UFC 256, le 12 décembre 2020 |  |
| 4 | Brandon Moreno                           | UFC 263 Abou Dabi, Émirats arabes unis             | 12 juin 2021 23 janvier 2022    | |  |
| 5 | Deiveson Figueiredo (2)                  | UFC 270 Anaheim, Californie, États-Unis            | 23 janvier 2022 22 janvier 2023 | |  |
| 6 | Brandon Moreno (2)                       | UFC 283 Arène olympique de Rio, Rio, Brésil        | 22 janvier 2023 8 juillet 2023  | |  |
| 7 | Alexandre Pantoja                        | UFC 290 Las Vegas, Nevada, États-Unis              | 8 juillet 2023 actuellement     | 1. bat Brandon Royval à l'UFC 296, le 17 décembre 2023 2. bat Steve Erceg à l'UFC 301, le 4 mai 2024 3. bat Kai Asakura à l'UFC 310, le 7 décembre 2024 4. bat Kai Kara-France à l'UFC 317, le 28 juin 2025 |  |

### Poids coqs
La catégorie poids coqs regroupe les combattants de 126 lb (57 kg) à 135 lb (61 kg).
Cette division est ajoutée lors de la fusion de l'organisation World Extreme Cagefighting avec l'UFC. Le dernier combat pour le titre des poids coqs de la défunte organisation se déroulant lors du WEC 53, le 16 décembre 2010, met également en jeu le premier titre de champion de l'UFC.
| No. | Nom                                                    | Événement                                            | Période de règne                 | Défenses de titre |
| --- | ------------------------------------------------------ | ---------------------------------------------------- | -------------------------------- | --- |
| 1 | Dominick Cruz bat Scott Jorgensen                      | WEC 53 Glendale, Arizona, États-Unis                 | 16 décembre 2010 6 janvier 2014  | 1. bat Urijah Faber à l'UFC 132, le 2 juillet 2011 2. bat Demetrious Johnson à l'UFC on Versus 6, le 1er octobre 2011                             |
| À la suite d'une grave blessure, Dominick Cruz est indisponible pour une longue période. Un combat pour un titre intérimaire est alors mis en place. |                                                        |                                                      |                                  | |
| - | Renan Barão bat Urijah Faber pour le titre intérimaire | UFC 149 Calgary, Alberta, Canada                     | 21 juillet 2012 6 janvier 2014   | 1. bat Michael McDonald à l'UFC on Fuel TV 7, le 16 février 2013 2. bat Eddie Wineland (en) à l'UFC 165, le 21 septembre 2013                     |
| Dominick Cruz, toujours blessé, est dépossédé de son titre le 6 janvier 2014. Le titre intérimaire de Renan Barão est alors revalorisé en titre incontesté. |                                                        |                                                      |                                  | |
| 2 | Renan Barão promu titre incontesté                     | -                                                    | 6 janvier 2014 24 mai 2014       | 1. bat Urijah Faber à l'UFC 169, le 1er février 2014                                                                                              |
| 3 | T.J. Dillashaw                                         | UFC 173 Las Vegas, Nevada, États-Unis                | 24 mai 2014 17 janvier 2016      | 1. bat Joe Soto à l'UFC 177, le 30 août 2014 2. bat Renan Barão à l'UFC on Fox 16, le 25 juillet 2015                                             |
| 4 | Dominick Cruz (2)                                      | UFC Fight Night 81 Boston, Massachusetts, États-Unis | 17 janvier 2016 30 décembre 2016 | 1. bat Urijah Faber à l'UFC 199, le 4 juin 2016                                                                                                   |
| 5 | Cody Garbrandt                                         | UFC 207 Las Vegas, Nevada, États-Unis                | 30 décembre 2016 4 novembre 2017 | |
| 6 | T.J. Dillashaw (2)                                     | UFC 217 New York, New York, États-Unis               | 4 novembre 2017 20 mars 2019     | 1. bat Cody Garbrandt à l'UFC 227, le 4 août 2018                                                                                                 |
| Le 20 mars 2019, T.J. Dillashaw annonce abandonner son titre de champion à la suite d'un contrôle antidopage positif. 8 jours plus tard, l'UFC annonce un combat pour le mois de juin entre le champion des poids mouches Henry Cejudo et le numéro 1 de la division des poids coqs Marlon Moraes pour le titre vacant. |                                                        |                                                      |                                  | |
| 7 | Henry Cejudo bat Marlon Moraes pour le titre vacant    | UFC 238 Chicago, Illinois, États-Unis                | 8 juin 2019 9 mai 2020           | 1. bat Dominick Cruz à l'UFC 249, le 9 mai 2020                                                                                                   |
| Le 9 mai 2020, Henry Cejudo se retire de la compétition et laisse son titre vacant. |                                                        |                                                      |                                  | |
| 8 | Petr Yan bat José Aldo pour le titre vacant            | UFC 251 Abou Dabi, Émirats arabes unis               | 12 juillet 2020 6 mars 2021      | |
| 9 | Aljamain Sterling                                      | UFC 259 Las Vegas, Nevada, États-Unis                | 6 mars 2021 19 août 2023         | 1. bat Petr Yan à l'UFC 273, le 9 avril 2022 2. bat T.J. Dillashaw à l'UFC 280, le 22 octobre 2022 3. bat Henry Cejudo à l'UFC 288, le 6 mai 2023 |
| 10 | Sean O'Malley                                          | UFC 292 Boston, Massachusetts, États-Unis            | 19 août 2023 15 septembre 2024   | 1. bat Marlon Vera à l'UFC 299, le 10 mars 2024                                                                                                   |
| 11 | Merab Dvalishvili                                      | UFC 306 Las Vegas, Nevada, États-Unis                | 15 septembre 2024 actuellement   | 1. bat Umar Nurmagomedov à l'UFC 311, le 18 janvier 2025 2. bat Sean O'Malley à l’ UFC 316, le 7 juin 2025                                        |

### Poids plumes
La catégorie des poids plumes regroupe les combattants de 136 lb (61 kg) à 145 lb (66 kg).
Comme pour la catégorie masculine des poids coqs, cette division est née de la fusion avec l'organisation du World Extreme Cagefighting. José Aldo, dernier champion des poids plumes du WEC, est directement reconnu champion de l'UFC le 20 novembre 2010, au cours d'une cérémonie précédant l'UFC 123.
| No. | Nom                                                        | Événement                                  | Période de règne                  | Défenses de titre |
| --- | ---------------------------------------------------------- | ------------------------------------------ | --------------------------------- | --- |
| 1 | José Aldo                                                  | UFC 123 Auburn Hills, Michigan, États-Unis | 20 novembre 2010 12 décembre 2015 | 1. bat Mark Hominick (en) à l'UFC 129, le 30 avril 2011 2. bat Kenny Florian à l'UFC 136, le 8 octobre 2011 3. bat Chad Mendes à l'UFC 142, le 14 janvier 2012 4. bat Frankie Edgar à l'UFC 156, le 2 février 2013 5. bat Jung Chan-Sung à l'UFC 163, le 3 août 2013 6. bat Ricardo Lamas à l'UFC 169, le 1er février 2014 7. bat Chad Mendes à l'UFC 179, le 25 octobre 2014 |
| Aldo devait affronter Conor McGregor le 11 juillet 2015 lors de l'UFC 189. Mais à quelques jours du combat, le champion se retire pour blessure. Un titre intérimaire est alors mis en place. |                                                            |                                            |                                   | |
| - | Conor McGregor bat Chad Mendes pour le titre intérimaire   | UFC 189 Las Vegas, Nevada, États-Unis      | 11 juillet 2015 12 décembre 2015  | |
| 2 | Conor McGregor bat José Aldo pour l'unification des titres | UFC 194 Las Vegas, Nevada, États-Unis      | 12 décembre 2015 26 novembre 2016 | |
| Après une défaite en poids mi-moyen face à Nate Diaz, Conor McGregor privilégie un combat revanche plutôt qu'une défense du titre des poids plumes. Un titre intérimaire est alors mis en place en attendant son retour dans la division. |                                                            |                                            |                                   | |
| - | José Aldo bat Frankie Edgar pour le titre intérimaire      | UFC 200 Las Vegas, Nevada, États-Unis      | 9 juillet 2016 26 novembre 2016   | |
| Après sa victoire dans le combat revanche qui l'oppose à Nate Diaz, Conor McGregor préfère affronter le champion des poids légers et devient le premier double détenteur de ceinture de l'histoire de l'orgaisation. N'ayant cependant pas défendu le titre des poids plumes depuis près d'un an, il en est destitué lors de l'UFC Fight Night 101. |                                                            |                                            |                                   | |
| 3 | José Aldo (2) promu au titre incontesté                    | -                                          | 26 novembre 2016 3 juin 2017      | |
| José Aldo était censé défendre le titre intérimaire face à Max Holloway. Avec la revalorisation du titre, l'UFC essaie d'organiser un combat revanche entre Aldo et Conor McGregor. Holloway est donc reprogrammé face à Anthony Pettis pour le titre intérimaire.                                                                                  |                                                            |                                            |                                   | |
| - | Max Holloway bat Anthony Pettis pour le titre intérimaire  | UFC 206 Toronto, Ontario, Canada           | 10 décembre 2016 3 juin 2017      | |
| Le combat revanche souhaité par l'UFC entre Aldo et McGregor tombe à l'eau. Un combat entre le Brésilien et le champion intérimaire est alors mis en place pour l'unification des deux ceintures. |                                                            |                                            |                                   | |
| 4 | Max Holloway bat José Aldo pour l'unification des titres   | UFC 212 Las Vegas, Nevada, États-Unis      | 3 juin 2017 14 décembre 2019      | 1. bat José Aldo à l'UFC 218, le 2 décembre 2017 2. bat Brian Ortega à l'UFC 231, le 8 décembre 2018 3. bat Frankie Edgar à l'UFC 240, le 27 juillet 2019 |
| 5 | Alexander Volkanovski                                      | UFC 245 Las Vegas, Nevada, États-Unis      | 14 décembre 2019 17 février 2024  | 1. bat Max Holloway à l'UFC 251, le 11 juillet 2020 2. bat Brian Ortega à l'UFC 266, le 25 septembre 2021 3. bat Jung Chan-Sung à l'UFC 273, le 10 avril 2022 4. bat Max Holloway à l'UFC 276, le 3 juillet 2022 |
| Alexander Volkanovski monte d'une catégorie pour affronter Islam Makhachev, champion des poids légers, lors de l'UFC 284 du 12 février 2023. L'UFC décide alors de mettre en jeu un titre intérimaire des poids plumes opposant Yair Rodríguez à Josh Emmett lors du même événement pour ne pas bloquer la division                                 |                                                            |                                            |                                   | |
| - | Yair Rodríguez bat Josh Emmett pour le titre intérimaire   | UFC 284 Perth, Australie                   | 12 février 2023 8 juillet 2023    | |
| 5 | Alexander Volkanovski                                      | –                                          | –                                 | 5. bat le champion intérimaire Yair Rodríguez à l'UFC 290, le 8 juillet 2023 |
| 6 | Ilia Topuria                                               | UFC 298 Anaheim, Californie, États-Unis    | 17 février 2024 12 avril 2025     | 1. bat Max Holloway à l'UFC 308, le 26 octobre 2024 |
| Le 20 février 2025, l'UFC annonce qu'Ilia Topuria laisse son titre vacant et monte dans la catégorie supérieure. La ceinture est alors remise en jeu lors de l'UFC 314 le 12 avril 2025, dans un combat entre l'ancien champion Alexander Volkanovski et le numéro 3 de la catégorie Diego Lopes                                                    |                                                            |                                            |                                   | |
| 7 | Alexander Volkanovski bat Diego Lopes pour le titre vacant | UFC 314 Miami, Floride, États-Unis         | 12 avril 2025 actuellement        | |

### Poids légers
La catégorie des poids légers regroupe les combattants de 146 lb (66 kg) à 155 lb (70 kg).
Lors de l'UFC 26 du 9 juin 2000, l'UFC crée une division nommée à l'époque « poids coqs », rassemblant les compétiteurs de moins de 155 lb (70 kg).
Le premier affrontement oppose Jens Pulver à João Roque lors de cette soirée.
Le titre de champion est mis en jeu huit mois plus tard, lors de l'UFC 30, le 23 février 2001.
La catégorie est ensuite renommée division des poids légers lors de l'UFC 31 le 4 mai 2001, avec l'adoption des « règles unifiées » mises en place par la commission athlétique du New Jersey.
| No. | Nom                                                        | Événement                                        | Période de règne                | Défenses de titre |
| --- | ---------------------------------------------------------- | ------------------------------------------------ | ------------------------------- | --- |
| 1 | Jens Pulver bat Caol Uno                                   | UFC 30 Atlantic City, New Jersey, États-Unis     | 23 février 2001 23 mars 2002    | 1. bat Dennis Hallman (en)UFC 33, le 28 septembre 2001 2. bat B.J. Penn à l'UFC 35, le 11 janvier 2002 |
| Pulver est destitué de son titre le 23 mars 2002 à la suite d'un différend contractuel avec l'UFC et quitte l'organisation. Un tournoi à quatre combattants est organisé pour déterminer le nouveau champion. Cependant, la finale de ce tournoi lors de l'UFC 41 du 28 février 2003 entre B.J. Penn et Caol Uno se conclut par une égalité. Le titre est laissé vacant durant près de trois ans et huit mois.                                                                    |                                                            |                                                  |                                 | |
| 2 | Sean Sherk bat Kenny Florian                               | UFC 64 Las Vegas, Nevada, États-Unis             | 14 octobre 2006 8 décembre 2007 | 1. bat Hermes Franca à l'UFC 73, le 7 juillet 2007 |
| Sherk est destitué de son titre le 8 décembre 2007 après avoir été contrôlé positif aux stéroïdes anabolisants lors de son combat contre Franca. Un combat pour le titre vacant est organisé six mois plus tard. |                                                            |                                                  |                                 | |
| 3 | B.J. Penn bat Joe Stevenson                                | UFC 80 Newcastle, Angleterre                     | 19 janvier 2008 10 avril 2010   | 1. bat Sean Sherk à l'UFC 84, le 24 mai 2008 2. bat Kenny Florian à l'UFC 101, le 8 août 2009 3. bat Diego Sanchez à l'UFC 107, le 12 décembre 2009                                                                                |
| 4 | Frankie Edgar                                              | UFC 112 Abou Dabi, Émirats arabes unis           | 10 avril 2010 26 février 2012   | 1. bat B.J. Penn à l'UFC 118, le 28 août 2010 2. égalité avec Gray Maynard à l'UFC 125, le 1er janvier 2011 3. bat Gray Maynard à l'UFC 136, le 8 octobre 2011                                                                     |
| 5 | Ben Henderson                                              | UFC 144 Saitama, Japon                           | 26 février 2012 31 août 2013    | 1. bat Frankie Edgar à l'UFC 150, le 11 août 2012 2. bat Nate Diaz à l'UFC on Fox 5, le 8 décembre 2012 3. bat Gilbert Melendez à l'UFC on Fox 7, le 20 avril 2013                                                                 |
| 6 | Anthony Pettis                                             | UFC 164 Milwaukee, Wisconsin, États-Unis         | 31 août 2013 14 mars 2015       | 1. bat Gilbert Melendez à l'UFC 181, le 6 décembre 2014 |
| 7 | Rafael dos Anjos                                           | UFC 185 Dallas, Texas, États-Unis                | 14 mars 2015 7 juillet 2016     | 1. bat Donald Cerrone à l'UFC on Fox 17, le 19 décembre 2015 |
| 8 | Eddie Alvarez                                              | UFC Fight Night 90 Las Vegas, Nevada, États-Unis | 7 juillet 2016 12 novembre      | |
| 9 | Conor McGregor                                             | UFC 205 New York, États-Unis                     | 12 novembre 2016 7 avril 2018   | |
| McGregor, ayant réussi à obtenir un combat face à Floyd Mayweather en boxe anglaise pour le 26 août 2017, n'est plus en mesure de défendre son titre avant plusieurs mois. Un titre intérimaire est alors mis en place. |                                                            |                                                  |                                 | |
| - | Tony Ferguson bat Kevin Lee (en) pour le titre intérimaire | UFC 216 Dallas, Texas, États-Unis                | 12 novembre 2016 6 avril 2018   | |
| McGregor ne revenant toujours pas à la compétition, sa ceinture est remise en jeu entre le champion intérimaire Tony Ferguson et l'aspirant numéro un Khabib Nurmagomedov. Deux semaines avant le combat, Ferguson se blesse au genou à l'entrainement. Le champion des poids plumes Max Holloway accepte de le remplacer mais ne peut se présenter au poids en temps voulu et c'est finalement Al Iaquinta (en) qui accepte le combat au pied levé, la veille de l'affrontement. |                                                            |                                                  |                                 | |
| 10 | Khabib Nurmagomedov bat Al Iaquinta (en)                   | UFC 223 Brooklyn, New York, États-Unis           | 7 avril 2018 19 mars 2021       | 1. bat Conor McGregor à l'UFC 229, le 6 octobre 2018 |
| L'UFC 229 se termine par une bagarre entre les deux combattants et leurs équipes. Puni d'une suspension, Nurmagomedov ne peut défendre son titre avant plusieurs mois. L'UFC met alors en place un combat pour un titre intérimaire entre le champion des poids plumes Max Holloway et Dustin Poirier. |                                                            |                                                  |                                 | |
| - | Dustin Poirier bat Max Holloway pour le titre intérimaire  | UFC 236 Atlanta, Géorgie, États-Unis             | 13 avril 2019 7 septembre 2019  | |
| 10 | Khabib Nurmagomedov                                        | –                                                | –                               | 2. bat le champion intérimaire Dustin Poirier à l'UFC 242, le 7 septembre 2019 |
| En pleine pandémie de Covid-19, Nurmagomedov, soumis à des restrictions de déplacement, ne peut défendre sa ceinture. Un titre intérimaire est alors à nouveau mis en place. |                                                            |                                                  |                                 | |
| - | Justin Gaethje bat Tony Ferguson pour le titre intérimaire | UFC 249 Jacksonville, Floride, États-Unis        | 9 mai 2020 24 octobre 2020      | |
| 10 | Khabib Nurmagomedov                                        | –                                                | –                               | 3. bat le champion intérimaire Justin Gaethje à l'UFC 254, le 24 octobre 2020 |
| Khabib Nurmagomedov prend sa retraite et laisse son titre vacant. |                                                            |                                                  |                                 | |
| 11 | Charles Oliveira bat Michael Chandler pour le titre vacant | UFC 262 Houston, Texas, États-Unis               | 15 mai 2021 7 mai 2022          | 1. bat Dustin Poirier à l'UFC 269, le 11 décembre 2021 |
| Oliveira est destitué de son titre après avoir échoué à la pesée pour sa défense de titre à l'UFC 274. |                                                            |                                                  |                                 | |
| 12 | Islam Makhachev bat Charles Oliveira pour le titre vacant  | UFC 280 Abou Dabi, Émirats Arabes Unis           | 22 octobre 2022 28 juin 2025    | 1. bat Alexander Volkanovski à l'UFC 284, le 12 février 2023 2. bat Alexander Volkanovski à l'UFC 294, le 21 octobre 2023 3. bat Dustin Poirier à l’UFC 302, le 1er juin 2024 4. bat Renato Moicano à l’UFC 311 le 18 janvier 2025 |
| Islam Makhachev laisse son titre vacant pour tenter de conquérir le titre welterweight. Un combat pour la ceinture vacante est alors organisé entre l'ancien champion de la catégorie Charles Oliveira et l'ancien champion featherweight Ilia Topuria à l'UFC 317. |                                                            |                                                  |                                 | |
| 13 | Ilia Topuria bat Charles Oliveira pour le titre vacant     | UFC 317 Las Vegas, États-Unis                    | 28 juin 2025 actuellement       | |

### Poids mi-moyens
La catégorie des poids mi-moyens (ou poids welters) regroupe les combattants de 156 lb (70 kg) à 170 lb (77 kg).
Un tournoi « poids légers » à quatre hommes est créé à l'occasion de l'UFC 16, le 4 mars 1998. La division rassemble alors les compétiteurs de moins de 170 lb (77 kg).
Le titre est mis en jeu lors de l'UFC Brazil, le 16 octobre de la même année. La catégorie prend ensuite le nom de poids mi-moyens dès l'UFC 31.
| No. | Nom                                                              | Événement                                    | Période de règne                 | Défenses de titre |
| --- | ---------------------------------------------------------------- | -------------------------------------------- | -------------------------------- | --- |
| 1 | Pat Miletich bat Mikey Burnett (en)                              | UFC Brazil São Paulo, Brésil                 | 16 octobre 1998 4 mai 2001       | 1. bat Jorge Patino (en) à l'UFC 18, le 8 janvier 1999 2. bat Andre Pederneiras (en) à l'UFC 21, le 16 juillet 1999 3. bat John Alessio (en) à l'UFC 26, le 9 juin 2000 4. bat Kenichi Yamamoto (en) à l'UFC 29, le 16 décembre 2000                                                                  |
| 2 | Carlos Newton                                                    | UFC 31 Atlantic City, New Jersey, États-Unis | 4 mai 2001 2 novembre 2001       | |
| 3 | Matt Hughes                                                      | UFC 34 Las Vegas, Nevada, États-Unis         | 2 novembre 2001 31 janvier 2004  | 1. bat Hayato Sakurai à l'UFC 36, le 22 mars 2002 2. bat Carlos Newton à l'UFC 38, le 13 juillet 2002 3. bat Gil Castillo (en) à l'UFC 40, le 22 novembre 2002 4. bat Sean Sherk à l'UFC 42, le 25 mai 2003 5. bat Frank Trigg (en) à l'UFC 45, le 21 novembre 2003                                   |
| 4 | B.J. Penn                                                        | UFC 46 Las Vegas, Nevada, États-Unis         | 31 janvier 2004 17 mai 2004      | |
| Penn est dépossédé de son titre le 17 mai 2004, après avoir signé un contrat avec l'organisation japonaise du K-1.                   |                                                                  |                                              |                                  | |
| 5 | Matt Hughes (2) bat Georges St-Pierre                            | UFC 50 Atlantic City, New Jersey, États-Unis | 22 octobre 2004 18 novembre 2006 | 1. bat Frank Trigg (en) à l'UFC 52, le 16 avril 2005 2. bat B.J. Penn à l'UFC 63, le 23 septembre 2006 |
| 6 | Georges St-Pierre                                                | UFC 65 Sacramento, Californie, États-Unis    | 18 novembre 2006 7 avril 2007    | |
| 7 | Matt Serra                                                       | UFC 69 Houston, Texas, États-Unis            | 7 avril 2007 19 avril 2008       | |
| Souffrant d'une hernie discale, Matt Serra ne peut défendre son titre lors de l'UFC 79. Un titre intérimaire est alors mis en place. |                                                                  |                                              |                                  | |
| - | Georges St-Pierre bat Matt Hughes pour le titre intérimaire      | UFC 79 Las Vegas, Nevada, États-Unis         | 29 décembre 2007 19 avril 2008   | |
| 8 | Georges St-Pierre (2) bat Matt Serra pour l'unification du titre | UFC 83 Montréal, Québec, Canada              | 19 avril 2008 13 décembre 2013   | 1. bat Jon Fitch à l'UFC 87, le 9 août 2008 2. bat B.J. Penn à l'UFC 94, le 31 janvier 2009 3. bat Thiago Alves à l'UFC 100, le 11 juillet 2009 4. bat Dan Hardy à l'UFC 111, le 23 mars 2010 5. bat Josh Koscheck à l'UFC 124, le 11 décembre 2010 6. bat Jake Shields à l'UFC 129, le 30 avril 2011 |
| Après six défenses de titre, St-Pierre subit une grave blessure au genou. Un titre intérimaire est alors mis en place.               |                                                                  |                                              |                                  | |
| - | Carlos Condit bat Nick Diaz pour le titre intérimaire            | UFC 143 Las Vegas, Nevada, États-Unis        | 4 février 2012 17 novembre 2012  | |
| 8 | Georges St-Pierre (2)                                            |                                              | 19 avril 2008 13 décembre 2013   | 7. bat le champion intérimaire Carlos Condit à l'UFC 154, le 17 novembre 2012 8. bat Nick Diaz à l'UFC 158, le 16 mars 2013 9. bat Johny Hendricks à l'UFC 167, le 16 novembre 2013 |
| Le 13 décembre 2013, St-Pierre met sa carrière sportive entre parenthèses et laisse son titre vacant.                                |                                                                  |                                              |                                  | |
| 9 | Johny Hendricks bat Robbie Lawler pour le titre vacant           | UFC 171 Dallas, Texas, États-Unis            | 15 mars 2014 6 décembre 2014     | |
| 10 | Robbie Lawler                                                    | UFC 181 Las Vegas, Nevada, États-Unis        | 6 décembre 2014 30 juillet 2016  | 1. bat Rory MacDonald à l'UFC 189, le 11 juillet 2015 2. bat Carlos Condit à l'UFC 195, le 2 janvier 2016 |
| 11 | Tyron Woodley                                                    | UFC 201 Atlanta, Géorgie, États-Unis         | 30 juillet 2016 2 mars 2019      | 1. égalité avec Stephen Thompson à l'UFC 205, le 12 novembre 2016 2. bat Stephen Thompson à l'UFC 209, le 4 mars 2017 3. bat Demian Maia à l'UFC 214, le 29 juillet 2017 |
| En conflit avec Woodley, l'UFC met en place un combat pour un titre intérimaire entre Colby Covington et Rafael dos Anjos.           |                                                                  |                                              |                                  | |
| - | Colby Covington bat Rafael dos Anjos pour le titre inérimaire    | UFC 225 Dallas, Texas, États-Unis            | 9 juin 2018 actuellement         | |
| Blessé, Covington ne peut affronter Woodley pour l'unification des deux ceintures. Le titre intérimaire lui est retiré.              |                                                                  |                                              |                                  | |
| 11 | Tyron Woodley                                                    | UFC 228 Dallas, Texas, États-Unis            | 30 juillet 2016 2 mars 2019      | 4. bat Darren Till à l'UFC 228, le 8 septembre 2018 |
| 12 | Kamaru Usman                                                     | UFC 235 Las Vegas, Nevada, États-Unis        | 2 mars 2019 20 août 2022         | 1. bat Colby Covington à l'UFC 245, le 14 décembre 2019 2. bat Jorge Masvidal à l'UFC 251, le 12 juillet 2020 3. bat Gilbert Burns à l'UFC 258, le 13 février 2021 4. bat Jorge Masvidal à l'UFC 261, le 24 avril 2021 5. bat Colby Covington à l'UFC 268, le 6 novembre 2021                         |
| 13 | Leon Edwards                                                     | UFC 278 Salt Lake City, Utah, États-Unis     | 20 août 2022 28 juillet 2024     | 1. bat Kamaru Usman à l'UFC 286, le 18 mars 2023 2. bat Colby Covington à l'UFC 296, le 17 décembre 2023 |
| 14 | Belal Muhammad                                                   | UFC 304 Manchester, Angleterre               | 28 juillet 2024 11 mai 2025      | |
| 15 | Jack Della Maddalena                                             | UFC 315 Montréal, Canada                     | 11 mai 2025 actuellement         | |

### Poids moyens
La catégorie poids moyens regroupe les combattants de 171 lb (77 kg) à 185 lb (84 kg).
Elle fait son apparition le 4 mai 2001 lors de l'UFC 31.
| No. | Nom                                                                | Événement                                    | Période de règne                  | Défenses de titre |
| --- | ------------------------------------------------------------------ | -------------------------------------------- | --------------------------------- | --- |
| 1 | Dave Menne (en) bat Gil Castillo (en)                              | UFC 33 Las Vegas, Nevada, États-Unis         | 28 septembre 2001 11 janvier 2002 | |
| 2 | Murilo Bustamante                                                  | UFC 35 Las Vegas, Nevada, États-Unis         | 11 janvier 2002 5 octobre 2002    | 1. bat Matt Lindland à l'UFC 37, le 10 mai 2002 |
| Bustamante est destitué de son titre le 5 octobre 2002 après avoir signé un contrat avec l'organisation japonaise Pride Fighting Championships. |                                                                    |                                              |                                   | |
| 3 | Evan Tanner (en) bat David Terrell                                 | UFC 51 Las Vegas, Nevada, États-Unis         | 5 février 2005 4 juin 2005        | |
| 4 | Rich Franklin                                                      | UFC 53 Atlantic City, New Jersey, États-Unis | 4 juin 2005 14 octobre 2006       | 1. bat Nate Quarry (en) à l'UFC 56, le 19 novembre 2005 2. bat David Loiseau (en) à l'UFC 58, le 4 mars 2006 |
| 5 | Anderson Silva                                                     | UFC 64 Las Vegas, Nevada, États-Unis         | 14 octobre 2006 6 juillet 2013    | 1. bat Nate Marquardt à l'UFC 73, le 7 juillet 2007 2. bat Rich Franklin à l'UFC 77, le 20 octobre 2007 3. bat Dan Henderson à l'UFC 82, le 1er mars 2008 4. bat Patrick Côté à l'UFC 90, le 25 octobre 2008 5. bat Thales Leites (en) à l'UFC 97, le 18 avril 2009 6. bat Demian Maia à l'UFC 112, le 10 avril 2010 7. bat Chael Sonnen à l'UFC 117, le 7 août 2010 8. bat Vitor Belfort à l'UFC 126, le 5 février 2011 9. bat Yushin Okami à l'UFC 134, le 27 août 2011 10. bat Chael Sonnen à l'UFC 148, le 7 juillet 2012 |
| 6 | Chris Weidman                                                      | UFC 162 Las Vegas, Nevada, États-Unis        | 6 juillet 2013 12 décembre 2015   | 1. bat Anderson Silva à l'UFC 168, le 28 décembre 2013 2. bat Lyoto Machida à l'UFC 175, le 5 juillet 2014 3. bat Vitor Belfort à l'UFC 187, le 23 mai 2015 |
| 7 | Luke Rockhold                                                      | UFC 194 Las Vegas, Nevada, États-Unis        | 12 décembre 2015 4 juin 2016      | |
| 8 | Michael Bisping                                                    | UFC 199 Inglewood, Californie, États-Unis    | 4 juin 2016 4 novembre 2017       | 1. bat Dan Henderson à l'UFC 204, le 8 octobre 2016 |
| Après 4 ans de pause professionnelle, Georges St-Pierre fait son retour et est aussitôt choisi pour affronter Michael Bisping. En contre-partie, un combat pour un titre intérimaire est mis en place entre les deux aspirants légitimes Robert Whittaker et Yoel Romero. |                                                                    |                                              |                                   | |
| - | Robert Whittaker bat Yoel Romero pour le titre intérimaire         | UFC 213 Las Vegas, Nevada, États-Unis        | 8 juillet 2017 7 décembre 2017    | |
| 9 | Georges St-Pierre                                                  | UFC 217 New York, New York, États-Unis       | 4 novembre 2017 7 décembre 2017   | |
| Seulement 1 mois après la conquête de la ceinture, Georges St-Pierre annonce souffrir d'une maladie (Colite ulcéreuse). Pour une période d'indisponibilité trop longue, il préfère laisser le titre vacant. Le champion intérimaire Robert Whittaker est promu en tant que champion incontesté et l'ancien champion Luke Rockhold choisi pour l'affronter lors de sa première défense. |                                                                    |                                              |                                   | |
| 10 | Robert Whittaker                                                   |                                              | 7 décembre 2017 6 octobre 2019    | |
| Au milieu du mois de janvier 2018, Whittaker se retire du combat à cause d'un staphylocoque intestinal. Yoel Romero le remplace pour affronter Rockhold dans un combat pour le titre intérimaire. Romero remporte le combat mais n'est cependant pas couronné champion intérimaire pour ne pas avoir réussi à faire le poids règlementaire lors de la pesée officielle. Devenant aspirant numéro 1, il rate une nouvelle fois la pesée lors du combat revanche face à Whittaker le 9 juin 2018 à l'UFC 225. De ce fait, la ceinture n'est pas remise en jeu et la nouvelle victoire de Whittaker face à Romero n'est pas comptabilisée en tant que "défense de titre". |                                                                    |                                              |                                   | |
| Le champion devait ensuite défendre son titre face à Kelvin Gastelum à l'UFC 234 du 9 février 2019. Quelques heures avant l'évènement, le champion est hospitalisé en urgence pour une hernie abdominale. Le combat est annulé et l'UFC annonce 10 jours plus tard un combat pour un titre intérimaire entre Gastelum et le numéro 5 de la division Israël Adesanya. |                                                                    |                                              |                                   | |
| - | Israel Adesanya bat Kelvin Gastelum pour le titre intérimaire      | UFC 236 Atlanta, Géorgie, États-Unis         | 13 avril 2019 6 octobre 2019      | |
| 11 | Israel Adesanya bat Robert Whittaker pour l'unification des titres | UFC 243 Melbourne, Victoria, Australie       | 6 octobre 2019 12 novembre 2022   | 1. bat Yoel Romero à l'UFC 248, le 7 mars 2020 2. bat Paulo Costa à l'UFC 253, le 26 septembre 2020 3. bat Marvin Vettori à l'UFC 263, le 12 juin 2021 4. bat Robert Whittaker à l'UFC 271, le 12 février 2022 5. bat Jared Cannonier à l'UFC 276, le 2 juillet 2022 |
| 12 | Alex Pereira                                                       | UFC 281 New York, New York, États-Unis       | 12 novembre 2022 9 avril 2023     | |
| 13 | Israel Adesanya (2)                                                | UFC 287 Miami, Floride, États-Unis           | 9 avril 2023 9 septembre 2023     | |
| 14 | Sean Strickland                                                    | UFC 293 Sydney, Australie                    | 9 septembre 2023 20 janvier 2024  | |
| 15 | Dricus du Plessis                                                  | UFC 297 Ontario, Canada                      | 20 janvier 2024 16 août 2025      | 1. bat Israel Adesanya à l'UFC 305, le 18 août 2024 2. bat Sean Strickland à l’UFC 312, le 9 février 2025 |
| 15 | Khamzat Chimaev                                                    | UFC 319 Chicago, Etats-Unis                  | 16 août 2025 actuellement         | |

### Poids mi-lourds
La catégorie poids mi-lourds regroupe les combattants de 186 lb (84 kg) à 205 lb (93 kg).
L'organisation introduit une division nommée « poids légers » lors de l'UFC 12, le 7 février 1997. Elle rassemble alors les compétiteurs de moins de 200 lb (91 kg). La catégorie est rebaptisée « poids moyens » lors de l'UFC 14, le 27 juillet 1997, puis « poids mi-lourds » avec l'adoption des « règles unifiées » lors de l'UFC 31, le 4 mai 2001. À cette occasion, la limite de poids supérieure est relevée à 205 lb (93 kg).
| No. | Nom                                                             | Événement                                   | Période de règne                  | Défenses de titre |
| --- | --------------------------------------------------------------- | ------------------------------------------- | --------------------------------- | --- |
| 1 | Frank Shamrock bat Kevin Jackson                                | UFC Japan Yokohama, Japon                   | 21 décembre 1997 24 novembre 1999 | 1. bat Igor Zinoviev (ru) à l'UFC 16, le 13 mars 1998 2. bat Jeremy Horn à l'UFC 17, le 15 mai 1998 3. bat John Lober (en) à l'UFC Brazil, le 16 octobre 1998 4. bat Tito Ortiz à l'UFC 22, le 24 septembre 1999 |
| Le 24 novembre 1999, Shamrock se retire de la compétition et laisse son titre vacant. |                                                                 |                                             |                                   | |
| 2 | Tito Ortiz bat Wanderlei Silva                                  | UFC 25 Tokyo, Japon                         | 14 avril 2000 26 septembre 2003   | 1. bat Yuki Kondo à l'UFC 29, le 16 décembre 2000 2. bat Evan Tanner (en) à l'UFC 30, le 23 février 2001 3. bat Elvis Sinosic (en) à l'UFC 32, le 29 juin 2001 4. bat Vladimir Matyushenko à l'UFC 33, le 28 septembre 2001 5. bat Ken Shamrock à l'UFC 40, le 22 novembre 2002 |
| Blessé, Ortiz ne peut défendre son titre lors de l'UFC 43. Un titre intérimaire est alors mis en place. |                                                                 |                                             |                                   | |
| - | Randy Couture bat Chuck Liddell pour le titre intérimaire       | UFC 43 Las Vegas, Nevada, États-Unis        | 6 juin 2003 26 septembre 2003     | |
| 3 | Randy Couture bat Tito Ortiz pour l'unification des titres      | UFC 44 Las Vegas, Nevada, États-Unis        | 26 septembre 2003 31 janvier 2004 | |
| 4 | Vitor Belfort                                                   | UFC 46 Las Vegas, Nevada, États-Unis        | 31 janvier 2004 21 aout 2004      | |
| 5 | Randy Couture (2)                                               | UFC 49 Las Vegas, Nevada, États-Unis        | 21 aout 2004 16 avril 2005        | |
| 6 | Chuck Liddell                                                   | UFC 52 Las Vegas, Nevada, États-Unis        | 16 avril 2005 26 mai 2007         | 1. bat Jeremy Horn à l'UFC 54, le 20 aout 2005 2. bat Randy Couture à l'UFC 57, le 4 février 2005 3. bat Renato Sobral (en) à l'UFC 62, le 26 aout 2006 4. bat Tito Ortiz à l'UFC 66, le 30 décembre 2006 |
| 7 | Quinton Jackson                                                 | UFC 71 Las Vegas, Nevada, États-Unis        | 26 mai 2007 5 juillet 2008        | 1. bat Dan Henderson à l'UFC 75, le 8 septembre 2007, pour l'unification des titres UFC et Pride FC |
| 8 | Forrest Griffin                                                 | UFC 86 Las Vegas, Nevada, États-Unis        | 5 juillet 2008 27 décembre 2008   | |
| 9 | Rashad Evans                                                    | UFC 92 Las Vegas, Nevada, États-Unis        | 27 décembre 2008 23 mai 2009      | |
| 10 | Lyoto Machida                                                   | UFC 98 Las Vegas, Nevada, États-Unis        | 23 mai 2009 8 mai 2010            | 1. bat Maurício Rua à l'UFC 104, le 24 octobre 2009 |
| 11 | Maurício Rua                                                    | UFC 113 Montréal, Québec, Canada            | 8 mai 2010 19 mars 2011           | |
| 12 | Jon Jones                                                       | UFC 128 Newark, New Jersey, États-Unis      | 19 mars 2011 28 avril 2015        | 1. bat Quinton Jackson à l'UFC 135, le 24 septembre 2011 2. bat Lyoto Machida à l'UFC 140, le 10 décembre 2011 3. bat Rashad Evans à l'UFC 145, le 21 avril 2012 4. bat Vitor Belfort à l'UFC 152, le 22 septembre 2012 5. bat Chael Sonnen à l'UFC 159, le 27 avril 2013 6. bat Alexander Gustafsson à l'UFC 165, le 21 septembre 2013 7. bat Glover Teixeira à l'UFC 172, le 26 avril 2014 8. bat Daniel Cormier à l'UFC 182, le 3 janvier 2015 |
| Le 28 avril 2015, Jones est suspendu pour des raisons extra-sportives et destitué de son titre. |                                                                 |                                             |                                   | |
| 13 | Daniel Cormier bat Anthony Johnson                              | UFC 187 Las Vegas, Nevada, États-Unis       | 24 mai 2015 29 décembre 2018      | 1. bat Alexander Gustafsson à l'UFC 192, le 3 octobre 2015 2. bat Anthony Johnson à l'UFC 210, le 8 avril 2017 3. bat Volkan Oezdemir à l'UFC 220, le 20 janvier 2018 |
| Blessé, Cormier ne peut défendre son titre lors de l'UFC 197. Un titre intérimaire est alors mis en place. |                                                                 |                                             |                                   | |
| - | Jon Jones bat Ovince Saint Preux (en) pour le titre intérimaire | UFC 197 Mexico, Mexique                     | 23 avril 2016 9 novembre 2016     | |
| Le 9 novembre 2016, Jones est suspendu pour dopage et destitué de son titre intérimaire. Le 29 juillet 2017, Jon Jones bat Daniel Cormier par TKO lors de l'UFC 214. Mais Jones, contrôlé positif à un stéroïde, est destitué du titre qui revient de fait dans les mains de Cormier. À la suite de la conquête du titre des poids lourds du champion Daniel Cormier, un combat entre Jon Jones et Alexander Gustafsson est organisé pour le 29 décembre 2018 afin de déterminer un nouveau champion incontesté de la division retirant par la même occasion la ceinture de Cormier. La veille du combat, Cormier décide cependant d'abandonner lui-même le titre des mi-lourds plutôt que d'en être destitué. |                                                                 |                                             |                                   | |
| 14 | Jon Jones (2) bat Alexander Gustafsson                          | UFC 232 Los Angeles, Californie, États-Unis | 29 décembre 2018 17 août 2020     | 1. bat Anthony Smith (en) à l'UFC 235, le 2 mars 2019 2. bat Thiago Santos (en) à l'UFC 239, le 6 juillet 2019 3. bat Dominick Reyes à l'UFC 247, le 8 février 2020 |
| Le 17 août 2020, Jones abandonne son titre à la suite d'une mésentente salariale et l'envie de combattre dans la catégorie des poids lourds. |                                                                 |                                             |                                   | |
| 15 | Jan Błachowicz bat Dominick Reyes pour le titre vacant          | UFC 253 Las Vegas, Nevada, États-Unis       | 26 septembre 2020 30 octobre 2021 | 1. bat Israel Adesanya à l'UFC 259, le 6 mars 2021 |
| 16 | Glover Teixeira                                                 | UFC 267 Abou Dabi, Émirats Arabes Unis      | 30 octobre 2021 12 juin 2022      | |
| 17 | Jiří Procházka                                                  | UFC 275 Kallang, Singapour                  | 12 juin 2022 23 novembre 2022     | |
| Le 23 novembre 2022, Jiří Procházka abandonne sa ceinture à cause d’une blessure à l’épaule,. |                                                                 |                                             |                                   | |
| 18 | Jamahal Hill bat Glover Teixeira pour le titre vacant           | UFC 283 Rio de Janeiro, Brésil              | 22 janvier 2023 8 juillet 2023    | |
| Le 8 juillet 2023, Jamahal Hill abandonne son titre pour cause d’une fracture du talon d’Achille. |                                                                 |                                             |                                   | |
| 19 | Alex Pereira bat Jiří Procházka pour le titre vacant            | UFC 295 New York, États-unis                | 11 novembre 2023 8 mars 2025      | 1. bat Jamahal Hill à l'UFC 300, le 13 avril 2024 2. bat Jiří Procházka à l'UFC 303, le 29 juin 2024 3. bat Khalil Rountree, Jr. à l'UFC 307, le 5 octobre 2024 |
| 20 | Magomed Ankalaev                                                | UFC 313 Las Vegas, Nevada, États-Unis       | 8 mars 2025 →actuellement         | |

### Poids lourds
La catégorie regroupe les combattants de 206 lb (93 kg) à 265 lb (120 kg).
À ses débuts, l'UFC ne possédait pas de division de poids. Lors de l'UFC 12, sont instaurées deux catégories. La division des poids lourds concerne alors les combattants de plus de 200 lb (91 kg). À la suite de la création de nouvelles divisions lors de l'UFC 31, la catégorie connait ses limites de poids actuelles.
| No. | Nom                                                               | Événement                                    | Période de règne                  | Défenses de titre |
| --- | ----------------------------------------------------------------- | -------------------------------------------- | --------------------------------- | --- |
| 1 | Mark Coleman bat Dan Severn                                       | UFC 12 Dothan, Alabama, États-Unis           | 7 février 1997 27 juillet 1997    | |
| 2 | Maurice Smith                                                     | UFC 14 Birmingham, Alabama, États-Unis       | 27 juillet 1997 21 décembre 1997  | 1. bat David Abbott à l'UFC 15, le 17 octobre 1997 |
| 3 | Randy Couture                                                     | UFC Japan Yokohama, Japon                    | 21 décembre 1997 janvier 1998     | |
| Couture est dépossédé de son titre en janvier 1998 à la suite d'un différend contractuel. |                                                                   |                                              |                                   | |
| 4 | Bas Rutten bat Kevin Randleman                                    | UFC 20 Birmingham, Alabama, États-Unis       | 7 mai 1999 juin 1999              | |
| En juin 1999, Rutten quitte la catégorie des poids lourds et laisse son titre vacant. |                                                                   |                                              |                                   | |
| 5 | Kevin Randleman bat Pete Williams (en)                            | UFC 23 Tokyo, Japon                          | 19 novembre 1999 17 novembre 2000 | 1. bat Pedro Rizzo à l'UFC 26, le 9 juin 2000 |
| 6 | Randy Couture (2)                                                 | UFC 28 Atlantic City, New Jersey, États-Unis | 17 novembre 2000 2 mars 2002      | 1. bat Pedro Rizzo à l'UFC 31, le 4 mai 2001 2. bat Pedro Rizzo à l'UFC 34, le 2 novembre 2001                                                                         |
| 7 | Josh Barnett                                                      | UFC 36 Las Vegas, Nevada, États-Unis         | 2 mars 2002 26 juillet 2002       | |
| Barnett est dépossédé de son titre le 26 juillet 2002 après avoir été contrôlé positif aux stéroïdes anabolisants. |                                                                   |                                              |                                   | |
| 8 | Ricco Rodriguez bat Randy Couture                                 | UFC 39 Uncasville, Connecticut, États-Unis   | 27 septembre 2002 28 février 2003 | |
| 9 | Tim Sylvia                                                        | UFC 41 Atlantic City, New Jersey, États-Unis | 28 février 2003 15 octobre 2003   | 1. bat Gan McGee (en) à l'UFC 44, le 26 septembre 2003 |
| Sylvia est dépossédé de son titre le 15 octobre 2003 après avoir été contrôlé positif aux stéroïdes anabolisants. |                                                                   |                                              |                                   | |
| 10 | Frank Mir bat Tim Sylvia                                          | UFC 48 Las Vegas, NV, États-Unis             | 19 juin 2004 12 aout 2005         | |
| Mir ne peut défendre son titre lors de l'UFC 51 à la suite d'un grave accident de moto. Un titre intérimaire est alors mis en place. |                                                                   |                                              |                                   | |
| - | Andrei Arlovski bat Tim Sylvia pour le titre intérimaire          | UFC 51 Las Vegas, Nevada, États-Unis         | 5 février 2005 12 aout 2005       | 1. bat Justin Eilers (en) à l'UFC 53, le 4 juin 2005 |
| Mir est dépossédé de son titre le 12 août 2005, à la suite d'une trop longue convalescence. Le titre intérimaire est revalorisé en titre incontesté.                                                                                                   |                                                                   |                                              |                                   | |
| 11 | Andrei Arlovski promu au titre incontesté                         | -                                            | 12 août 2005 15 avril 2006        | 1. bat Paul Buentello (en) à l'UFC 55, le 7 octobre 2005 |
| 12 | Tim Sylvia (2)                                                    | UFC 59 Anaheim, Californie, États-Unis       | 15 avril 2006 3 mars 2007         | 1. bat Andrei Arlovski à l'UFC 61, le 8 juillet 2006 2. bat Jeff Monson à l'UFC 65, le 18 novembre 2006                                                                |
| 13 | Randy Couture (3)                                                 | UFC 68 Columbus, Ohio, États-Unis            | 3 mars 2007 15 novembre 2008      | 1. bat Gabriel Gonzaga à l'UFC 74, le 25 août 2007 |
| Couture essaie d'obtenir un combat contre Fedor Emelianenko et entre en conflit juridique avec l'UFC. Un titre intérimaire est mis en place. |                                                                   |                                              |                                   | |
| - | Antônio Rodrigo Nogueira bat Tim Sylvia pour le titre intérimaire | UFC 81 Las Vegas, Nevada, États-Unis         | 2 février 2008 27 décembre 2008   | |
| Après un démêlé judiciaire avec Zuffa, Randy Couture revient et accepte de défendre son titre contre Lesnar. |                                                                   |                                              |                                   | |
| 14 | Brock Lesnar bat Randy Couture                                    | UFC 91 Las Vegas, Nevada, États-Unis         | 15 novembre 2008 23 octobre 2010  | |
| Avant la programmation du combat entre Couture et Lesnar, un combat entre le champion intérimaire Antônio Rodrigo Nogueira et Frank Mir était déjà organisé. Le combat est maintenu et le vainqueur devra affronter le champion pour unifier le titre. |                                                                   |                                              |                                   | |
| - | Frank Mir bat Antônio Rodrigo Nogueira pour le titre intérimaire  | UFC 92 Las Vegas, Nevada, États-Unis         | 27 décembre 2008 11 juillet 2009  | |
| 14 | Brock Lesnar (2)                                                  |                                              | 15 novembre 2008 23 octobre 2010  | 1. bat le champion intérimaire Frank Mir à l'UFC 100, le 11 juillet 2009                                                                                               |
| Atteint de diverticulose, Lesnar est éloigné de la compétition pour plus d'un an. Un titre intérimaire est mis en place. |                                                                   |                                              |                                   | |
| - | Shane Carwin bat Frank Mir pour le titre intérimaire              | UFC 111 Newark, New Jersey, États-Unis       | 27 mars 2010 3 juillet 2010       | |
| 14 | Brock Lesnar (3)                                                  |                                              | 15 novembre 2008 23 octobre 2010  | 2. bat le champion intérimaire Shane Carwin à l'UFC 116, le 3 juillet 2010                                                                                             |
| 15 | Cain Velasquez                                                    | UFC 121 Anaheim, Californie, États-Unis      | 23 octobre 2010 12 novembre 2011  | |
| 16 | Júnior dos Santos                                                 | UFC on Fox 1 Anaheim, Californie, États-Unis | 12 novembre 2011 29 décembre 2012 | 1. bat Frank Mir à l'UFC 146, le 26 mai 2012 |
| 17 | Cain Velasquez (2)                                                | UFC 155 Las Vegas, Nevada, États-Unis        | 29 décembre 2012 13 juin 2015     | 1. bat Antônio Silva à l'UFC 160, le 25 mai 2013 2. bat Júnior dos Santos à l'UFC 166, le 19 octobre 2013                                                              |
| À la suite de multiples blessures, Velasquez ne peut défendre son titre lors de l'UFC 180. Un titre intérimaire est alors mis en place. |                                                                   |                                              |                                   | |
| - | Fabrício Werdum bat Mark Hunt pour le titre intérimaire           | UFC 180 Mexico, Mexique                      | 15 novembre 2014 13 juin 2015     | |
| 18 | Fabrício Werdum bat Cain Velasquez pour l’unification des titres  | UFC 188 Mexico, Mexique                      | 13 juin 2015 14 mai 2016          | |
| 19 | Stipe Miocic                                                      | UFC 198 Curitiba, Brésil                     | 14 mai 2016 7 juillet 2018        | 1. bat Alistair Overeem à l'UFC 203, le 10 septembre 2016 2. bat Júnior dos Santos à l.'UFC 211, le 13 mai 2017 3. bat Francis Ngannou à l'UFC 220, le 20 janvier 2018 |
| 20 | Daniel Cormier                                                    | UFC 226 Las Vegas, Nevada, États-Unis        | 7 juillet 2018 17 août 2019       | 1. bat Derrick Lewis à l'UFC 230, le 3 novembre 2018 |
| 21 | Stipe Miocic (2)                                                  | UFC 241 Anaheim, Californie, États-Unis      | 17 août 2019 27 mars 2021         | 1. bat Daniel Cormier à l'UFC 252, le 15 août 2020 |
| 22 | Francis Ngannou                                                   | UFC 260 Las Vegas, Nevada, États-Unis        | 27 mars 2021 15 janvier 2023      | |
| Francis Ngannou ne pouvant combattre lors de l'UFC 265, un titre intérimaire est alors mis en place. |                                                                   |                                              |                                   | |
| - | Ciryl Gane bat Derrick Lewis pour le titre intérimaire            | UFC 265 Houston, Texas, États-Unis           | 7 août 2021 23 janvier 2022       | |
| 22 | Francis Ngannou                                                   | –                                            | –                                 | 1. bat le champion intérimaire Ciryl Gane à l'UFC 270, le 23 janvier 2022                                                                                              |
| Francis Ngannou quitte l'organisation pour différend contractuel et abandonne sa ceinture. |                                                                   |                                              |                                   | |
| 23 | Jon Jones bat Ciryl Gane pour le titre vacant                     | UFC 285 Las Vegas, Nevada, États-Unis        | 4 mars 2023 22 juin 2025          | 1. bat Stipe Miocic à l’UFC 309, le 17 novembre 2024 |
| À la suite d'une blessure, Jon Jones annule sa défense de titre prévue contre Stipe Miocic pour l'UFC 295. Un combat pour le titre intérimaire est alors organisé entre Sergei Pavlovich et Tom Aspinall.                                              |                                                                   |                                              |                                   | |
| - | Tom Aspinall bat Sergei Pavlovich pour le titre intérimaire       | UFC 295 New York, États-Unis                 | 11 novembre 2023 22 juin 2025     | 1. bat Curtis Blaydes à l'UFC 304, le 27 juillet 2024 |
| Jon Jones prend sa retraite et laisse son titre vacant. Tom Aspinall est directement promu champion des poids-lourds incontesté. |                                                                   |                                              |                                   | |
| 24 | Tom Aspinall                                                      |                                              |                                   | |

## Vainqueurs de tournois
À ses débuts, l'UFC fonctionne sur un système de tournoi à 8 hommes se déroulant dans la soirée. Après huit événements, l'UFC 9 est le premier ne se déroulant pas sous cette forme. Sept combats sont simplement programmés. Le format initial, revient cependant dès l’UFC 10 après le peu d'enthousiasme généré par la soirée précédente. En 1997, la promotion modifie légèrement la structure d'un gala. Les combattants sont désormais divisés en deux catégories de poids avec un tournoi pour chacune, et ce notamment dans le but d'appaiser les tensions politiques cherchant à bannir ces combats.
Après l'UFC 17 du 15 mai 1998, le système de tournoi est abandonné au profit d'un format proche de celui de la boxe anglaise. Chaque catégorie de poids possède un champion. L'organisation décide ensuite des adversaires contre lesquels son titre est remis en jeu. Des tournois ont cependant été organisés depuis pour désigner le champion d'un titre vacant. Ainsi, à la création de la catégorie des poids légers en 2002, l'UFC met en place un tournoi à quatre hommes s'étalant sur les événements de l'UFC 39 et UFC 41 pour désigner le premier champion de cette nouvelle division.
| Événement | Date              | Catégorie de poids | Vainqueur                                                          | Finaliste                                                          |
| --- | ----------------- | ------------------ | ------------------------------------------------------------------ | ------------------------------------------------------------------ |
| UFC 1 | 12 novembre 1993  | Pas de limite      | Royce Gracie                                                       | Gerard Gordeau                                                     |
| UFC 2 | 11 mars 1994      | Pas de limite      | Royce Gracie (2)                                                   | Patrick Smith                                                      |
| UFC 3 | 9 septembre 1994  | Pas de limite      | Steve Jennum                                                       | Harold Howard                                                      |
| UFC 4 | 16 décembre 1994  | Pas de limite      | Royce Gracie (3)                                                   | Dan Severn                                                         |
| UFC 5 | 16 février 1995   | Pas de limite      | Dan Severn                                                         | Dave Beneteau                                                      |
| UFC 6 | 14 juillet 1995   | Pas de limite      | Oleg Taktarov                                                      | David Abbott                                                       |
| UFC 7 | 8 septembre 1995  | Pas de limite      | Marco Ruas                                                         | Paul Varelans                                                      |
| The Ultimate Ultimate | 16 décembre 1995  | Pas de limite      | Dan Severn (2)                                                     | Oleg Taktarov                                                      |
| UFC 8 | 16 février 1996   | Pas de limite      | Don Frye                                                           | Gary Goodridge                                                     |
| L'UFC 9 est le premier événement ne se déroulant pas sous forme de tournoi, il propose simplement sept combats dans la soirée. |                   |                    |                                                                    |                                                                    |
| UFC 10 | 12 juillet 1996   | Pas de limite      | Mark Coleman                                                       | Don Frye                                                           |
| UFC 11 | 20 septembre 1996 | Pas de limite      | Mark Coleman (2)                                                   | Scott Ferrozzo                                                     |
| The Ultimate Ultimate 2 | 7 décembre 1996   | Pas de limite      | Don Frye (2)                                                       | David Abbott                                                       |
| L'organisation introduit deux catégories de poids lors de l'UFC 12. La division des poids légers regroupe les combattants de moins de 199 lb (90 kg), tandis que la division des poids lourds regroupe les athlètes de plus de 200 lb (91 kg). |                   |                    |                                                                    |                                                                    |
| UFC 12 | 7 février 1997    | Poids lourds       | Vitor Belfort                                                      | Scott Ferrozzo                                                     |
| UFC 12 | 7 février 1997    | Poids légers       | Jerry Bohlander                                                    | Nick Sanzo                                                         |
| UFC 13 | 30 mai 1997       | Poids lourds       | Randy Couture                                                      | Steven Graham                                                      |
| UFC 13 | 30 mai 1997       | Poids légers       | Guy Mezger                                                         | Tito Ortiz                                                         |
| La catégorie des poids légers est rebaptisée poids moyens à l'occasion de l'UFC 14. |                   |                    |                                                                    |                                                                    |
| UFC 14 | 13 mars 1997      | Poids lourds       | Mark Kerr                                                          | Dan Bobish                                                         |
| UFC 14 | 13 mars 1997      | Poids moyens       | Kevin Jackson                                                      | Tony Fryklund                                                      |
| UFC 15 | 17 octobre 1997   | Poids lourds       | Mark Kerr                                                          | Dwayne Cason                                                       |
| Ultimate Japan | 21 décembre 1997  | Poids lourds       | Kazushi Sakuraba                                                   | Marcus Silveira                                                    |
| UFC 16 | 13 mars 1998      | Poids légers       | Pat Miletich                                                       | Chris Brennan                                                      |
| UFC 17 | 15 mai 1998       | Poids moyens       | Dan Henderson                                                      | Carlos Newton                                                      |
| Le système de tournoi dans la soirée est abandonné, mais revient pour désigner un champion japonais lors de l'UFC 23. |                   |                    |                                                                    |                                                                    |
| UFC 23 | 14 novembre 1999  | Poids moyens       | Kenichi Yamamoto                                                   | Katsuhisa Fujii                                                    |
| L'UFC organise un tournoi à quatre hommes sur deux soirées pour déterminer le nouveau champion des poids légers de l'organisation. |                   |                    |                                                                    |                                                                    |
| UFC 39 UFC 41 | 28 février 2003   | Poids légers       | B.J. Penn et Caol Uno font match nul lors de la finale du tournoi. | B.J. Penn et Caol Uno font match nul lors de la finale du tournoi. |
| L'UFC organise un tournoi à quatre hommes pour déterminer le premier champion des poids mouches de l'organisation. À la suite d'une égalité, le tournoi se déroule sur trois soirées plutôt que deux.                                          |                   |                    |                                                                    |                                                                    |
| UFC on FX 2 UFC on FX 3 UFC 152 | 22 septembre 2012 | Poids mouches      | Demetrious Johnson                                                 | Joseph Benavidez                                                   |

## Titre BMF
Lors de l'UFC 241 le 17 août 2019, à la suite de sa victoire contre Anthony Pettis, Nate Diaz déclare qu'il est le « Baddest Motherfucker » de l'UFC et qu'il souhaiterait affronter Jorge Masvidal pour le prouver.
Cette déclaration incite alors l'UFC à créer une ceinture honorifique la ceinture "BMF" (Baddest Motherfucker), censée récompenser les combattants les plus spectaculaires de l'organisation. Le premier combat pour cette ceinture a eu lieu en novembre 2019 à l'UFC 244, opposant Nate Diaz à Jorge Masvidal.
| No. | Nom                                                    | Évenements                                          | Période de règne               | Défenses de titre                                     |
| --- | ------------------------------------------------------ | --------------------------------------------------- | ------------------------------ | ----------------------------------------------------- |
| 1 | Jorge Masvidal bat Nate Diaz                           | UFC 244 Madison Square Garden, New York, États-Unis | 02 novembre 2019 09 avril 2023 |                                                       |
| Jorge Masvidal ayant annoncé sa retraite un combat est organisé afin de déterminer un nouveau champion BMF, entre Dustin Poirier et Justin Gaethje. |                                                        |                                                     |                                |                                                       |
| 2 | Justin Gaethje bat Dustin Poirier pour le titre vacant | UFC 291 Delta Center, Salt Lake City, États-Unis    | 30 juillet 2023 14 avril 2024  |                                                       |
| 3 | Max Holloway                                           | UFC 300 T-Mobile Arena, Las Vegas, États-Unis       | 14 avril 2024 actuellement     | 1. bat Dustin Poirier à l’UFC 318, le 19 juillet 2025 |

## Nombre de victoires dans des combats pour le titre
Les combattants ayant remporté au moins cinq combats pour le titre de champion et/ou de champion intérimaire. Les combattants ayant remporté le même nombre de titres sont classés dans l'ordre du plus grand nombre de combats pour le titre. Les vainqueurs de tournoi ne sont pas inclus.
| Nombre de victoires | Combattant |
| ------------------- | --- |
| 16                  | Jon Jones |
| 13                  | Georges Saint-Pierre |
| 12                  | Demetrious Johnson |
| 11                  | Anderson Silva Amanda Nunes |
| 10                  | Valentina Shevchenko |
| 9                   | Randy Couture Matt Hughes |
| 8                   | Jose Aldo Israel Adesanya |
| 7                   | Alexander Volkanovski |
| 6                   | Joanna Jędrzejczyk Daniel Cormier Tito Ortiz Stipe Miocic Ronda Rousey Kamaru Usman                                                                                 |
| 5                   | B.J. Penn Max Holloway Tim Sylvia T.J. Dillashaw Chuck Liddell Dominick Cruz Zhang Weili Pat Miletich Alex Pereira Frank Shamrock Islam Makhachev Alexandre Pantoja |

## Nombre de défenses de titre consécutives
La liste suivante comprend tous les champions de l'UFC qui ont pu défendre consécutivement leur titre cinq fois ou plus. Les combattants ayant défendu leur titre le même nombre de fois sont classés par ordre chronologique.
| Nombre de défenses de titre | Combattant            | Division        | Période                     |
| --------------------------- | --------------------- | --------------- | --------------------------- |
| 11                          | Demetrious Johnson    | Poids mouches   | du 22/09/2012 au 04/08/2018 |
| 10                          | Anderson Silva        | Poids moyen     | du 14/10/2006 au 06/07/2013 |
| 9                           | Georges Saint-Pierre  | Poids mi-moyen  | du 19/04/2008 au 13/12/2013 |
| 8                           | Jon Jones             | Poids mi-lourds | du 19/03/2011 au 28/04/2015 |
| 7                           | Jose Aldo             | Poids plume     | du 20/11/2010 au 12/12/2015 |
| 7                           | Valentina Shevchenko  | Poids mouche    | du 08/12/2018 au 04/03/2023 |
| 6                           | Ronda Rousey          | Poids coq       | du 06/12/2012 au 15/11/2015 |
| 5                           | Tito Ortiz            | Poids Mi-lourds | du 14/04/2000 au 26/09/2003 |
| 5                           | Matt Hughes           | Poids Mi-moyen  | du 02/11/2001 au 31/01/2004 |
| 5                           | Joanna Jędrzejczyk    | Poids paille    | du 14/03/2015 au 04/11/2017 |
| 5                           | Amanda Nunes          | Poids coq       | du 09/07/2016 au 11/12/2021 |
| 5                           | Kamaru Usman          | Poids mi-moyen  | du 02/03/2019 au 20/08/2022 |
| 5                           | Israel Adesanya       | Poids moyen     | du 06/11/2019 au 12/11/2022 |
| 5                           | Alexander Volkanovski | Poids plume     | du 14/12/2019 au 17/02/2024 |

## Champions dans plusieurs catégories
Les combattants qui ont remporté le titre de champion dans plusieurs catégories de poids.
Randy Couture est notamment le premier champion à détenir des ceintures dans deux catégories différentes, et l'un des rares à récupérer un titre après avoir été vaincu. Conor McGregor a été le premier combattant à détenir plusieurs ceintures simultanément.
| Combattant           | Catégorie       |
| -------------------- | --------------- |
| Randy Couture        | Poids lourds    |
| Randy Couture        | Poids mi-lourds |
| B.J. Penn            | Poids mi-moyens |
| B.J. Penn            | Poids légers    |
| Conor McGregor       | Poids plumes    |
| Conor McGregor       | Poids légers    |
| Georges Saint-Pierre | Poids mi-moyens |
| Georges Saint-Pierre | Poids moyens    |
| Daniel Cormier       | Poids mi-lourds |
| Daniel Cormier       | Poids lourds    |
| Amanda Nunes         | Poids coqs      |
| Amanda Nunes         | Poids plumes    |
| Henry Cejudo         | Poids mouches   |
| Henry Cejudo         | Poids coqs      |
| Jon Jones            | Poids mi-lourds |
| Jon Jones            | Poids lourds    |
| Alex Pereira         | Poids moyens    |
| Alex Pereira         | Poids mi-lourds |
| Ilia Topuria         | Poids plumes    |
| Ilia Topuria         | Poids légers    |

|  | Double champion |